# ATP Challenger Bogotá (Bancolombia Open)
Das ATP Challenger Bogotá (offiziell: Bancolombia Open) war ein Tennisturnier, das von 2004 bis 2010 jährlich in Bogotá stattfand. Es gehörte zur ATP Challenger Tour sowie deren Vorgänger und wurde im Freien auf Sand gespielt. Das Turnier wurde von 1994 bis 2001 und von 2013 bis 2015 an selber Stelle als ATP-World-Turnier bzw. dessen Vorgänger ausgetragen.
Der Lokalmatador Alejandro Falla gewann das Turnier im Einzel als Einziger mehrmals (2004, 2006). Im Doppel war Santiago González zweimal erfolgreich.

## Liste der Sieger

### Einzel
| Jahr | Sieger              | Finalgegner       | Ergebnis      |
| ---- | ------------------- | ----------------- | ------------- |
| 2010 | João Souza          | Alejandro Falla   | 4:6, 6:4, 6:1 |
| 2009 | Horacio Zeballos    | Santiago González | 7:63, 6:0     |
| 2008 | Marcos Daniel       | Iván Navarro      | 6:3, 1:6, 6:3 |
| 2007 | Santiago Giraldo    | Flávio Saretta    | 7:64, 6:2     |
| 2006 | Alejandro Falla (2) | André Sá          | 6:4, 6:2      |
| 2005 | Paul Capdeville     | Pablo González    | 6:3, 6:4      |
| 2004 | Alejandro Falla (1) | Adrián García     | 4:6, 6:1, 6:2 |

### Doppel
| Jahr | Sieger                                     | Finalgegner                       | Ergebnis         |
| ---- | ------------------------------------------ | --------------------------------- | ---------------- |
| 2010 | Franco Ferreiro Santiago González (2)      | Dominik Meffert Philipp Oswald    | 6:3, 5:7, [10:7] |
| 2009 | Sebastián Prieto Horacio Zeballos          | Alexander Peya Fernando Vicente   | 4:6, 6:1, [11:9] |
| 2008 | Brian Dabul Ramón Delgado                  | Thomaz Bellucci Bruno Soares      | 7:65, 6:4        |
| 2007 | Martín Alberto García Diego Hartfield      | Frederico Gil Dick Norman         | 6:4, 3:6, [10:5] |
| 2006 | Eric Butorac Chris Drake                   | Ramón Delgado André Sá            | kampflos         |
| 2005 | Marcos Daniel Santiago González (1)        | Goran Dragicevic Mirko Pehar      | 7:64, 6:3        |
| 2004 | Sebastián Quintero Óscar Rodríguez Sánchez | Gustavo Marcaccio Diego Veronelli | 6:3, 6:4         |